# 降號

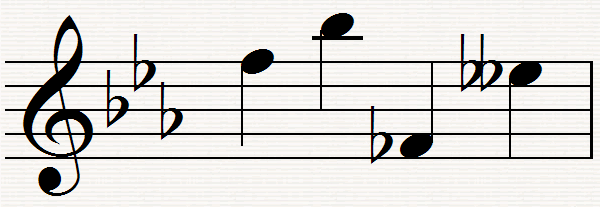
在高音谱号中的降號和重降號，放在高音谱号后面的降號，放在哪个线（或间）上，代表这个线（或间）上的所有音都降半音

降號（英語：Flat），又稱降音符、降記號，是在五线谱乐谱中，放在音符前面的變音記號，代表这个音符的音高要比标定的低半音，读作“降某音”。
在十二平均律理论中，降B等於升A，降G等於升F。但在经典音乐理论中，升半音和降半音是由五度音高推演出来的，两个音之间尚有微小的差别。
此外，重降號，用两个降號并列表示降两个半音（Double Flat，标记为）降低兩個半音後的音高通常等同於另一個自然音，因此在調號升降記號不多時較少使用重降號。，通常在降D大調、降G大調、降C大調這類降號較多的調性音樂中有可能出現,如B、E等。
另外还有降三个半音高的三降號，用三个降號叠加表示，但应用的很罕见。
另外，在微分音音樂中，以四分之一音降號（quarter-tone flat）、或稱半降號（half flat）表示四分之一音，即是反轉的降號或者是在降號上加上一個杠。Playⓘ 另有四分之三降號（three-quarter-tone flat）、或稱1½降號（sesquiflat），以一個反轉的和一個普通的降號表示。

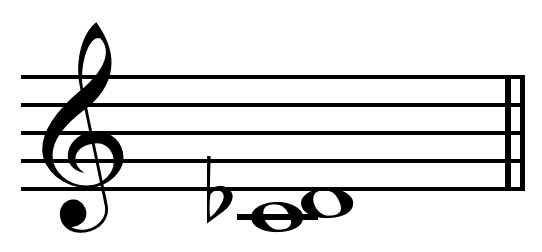
音頻中播放的是介於C與D♭的微分音。

## 電腦編碼
在Unicode编码中，降號「♭」编码为U+266D，HTML的输入为&#9837;。
雙降號編碼為U+1D12B，HTML的輸入為𝄫。
有時為了簡便，也會使用小寫字母「b」代替降號。
1. ↑  Byrd, Donald. . Indiana University Bloomington. September 2016  [4 November 2016]. （原始内容存档于2010-03-08）.